# Casa Guàrdia
La Casa Guàrdia és una obra de Ripoll (Ripollès) protegida com a Bé Cultural d'Interès Local.

## Descripció
Habitatge format per dos cossos: l'edifici de planta quadrada i el porxo rectangular situat a la part posterior. L'immoble, amb coberta a tres aigües, es divideix en tres plantes, una de les quals és semisoterrada. Presenta tres façanes amb obertures al carrer i una mitgera a la qual s'ha afegit un annex. Destaquen els elements decoratius de les façanes, com motllures, balconades i una tribuna.